# かかあ天下

かかあ天下像（群馬県甘楽町、甘楽町歴史民俗資料館）

かかあ天下（嬶天下）（かかあでんか）とは、妻の権威・権力・威厳が夫を上回っている家庭を指す。
古くから絹産業が盛んな上州（群馬県）では、女性が養蚕・製糸・織物で家計を支え大活躍した。夫ちは「俺のかかあは天下一！」と呼び、これが上州名物になり、現代では活躍する女性像の代名詞ともなっている。
「からっ風」と並んで、上州名物と言われる。かつて上州と呼ばれた地域（群馬県）は養蚕業が盛んであり、妻の経済力が夫より高い家庭が多かったことによる。2015年（平成27年）4月24日、文化庁は日本遺産の最初の18件の一つとして「かかあ天下 ―ぐんまの絹物語―」を選んだと発表した。

## 概要
本来は「夫が出かけている間の家を（からっ風などから）守る強い妻」や「うちのかかあは（働き者で）天下一」の意味であるが、「夫を尻に敷く強い妻」という意味で使われることがほとんどで、亭主関白の対義語として用いられることがある。

### 上州のかかあ天下
かかあ天下が上州（群馬県）の名物とされる理由として、上州の女性は養蚕・製糸・織物といった絹産業の担い手であり、男性よりも高い経済力があったことがあげられる。雷や空っ風といった上州の厳しい気象環境や、気性の荒い上州人気質（県民性#県民性とされる具体的な例）に対する印象から、活発で働き者の上州女性を表す言葉として用いられる。

### 古代説話に見られるかかあ天下
考古学では、上毛野君形名（かみつけのきみ かたな）の妻が、かかあ天下との関連で引きあいに出される。東北蝦夷に追い詰められ、弱腰になっている形名に対し、酒を飲ませ、叱咤激励すると共に自分達は弓を持ち、弦を鳴らすことで、相手に大軍が来たと錯覚させる機知を行い、手助けをした。古墳時代における抜歯の風習からも、女性が家長と成りえたのは、5世紀までと考えられており、女性の立場が強いのはその名残とも考えられる。